# Operazione Gamba di Legno
L'operazione Gamba di Legno (in inglese: Operation Wooden Leg, in ebraico: מבצע רגל עץ, Mivtza Regel Etz) fu un raid delle Forze aeree israeliane contro la sede dell'Organizzazione per la Liberazione della Palestina (OLP), a Hammam Chott in Tunisia, a 19 chilometri dalla capitale Tunisi. Ebbe luogo il 1º ottobre 1985.

## Antefatto
A seguito della guerra del Libano del 1982, l'OLP trasferì il suo quartier generale in Tunisia. All'alba del 25 settembre 1985, nella ricorrenza della festività ebraica dello Yom Kippur ("Giornata dell'Espiazione"), attorno alle 04:30, tre civili israeliani (tra cui una donna) furono dapprima sequestrati e poi uccisi a bordo della First, la loro barca a vela ormeggiata nel porto turistico di Larnaca, a Cipro.
Una sezione d'élite dell'OLP, conosciuta come "Forza 17" e composta da tre uomini (di cui uno: Abdel-Hakim Khalifa con passaporto giordano; Khaled Abdel-Kader Khatib, siriano e Ian Michael Davison, cittadino britannico), rivendicò l'attacco con una telefonata anonima all'agenzia di stampa France Press, domandando la liberazione di 20 detenuti palestinesi precedentemente arrestati in diverse azioni della marina militare israeliana.
Il 27 settembre il governo israeliano domandò l'estradizione dei 3 fedayn in virtù della Convenzione per la repressione del terrorismo del Consiglio d'Europa del 1977 ratificato sia da Israele sia da Cipro, ma questi rifiutarono la richiesta.
Il governo israeliano e le forze aeree israeliane decisero per un'immediata azione di ritorsione, e scelsero come obiettivo il quartier generale dell'OLP vicino a Tunisi. Le informazioni di intelligence fornite al governo israeliano da Jonathan Pollard facilitarono notevolmente il raid.

## L'attacco

Le fasi dell'attacco israeliano.

L'attacco fu realizzato da otto F-15 Eagle con il supporto aereo e la copertura di altri due F-15. Il piano di volo venne studiato in modo da aggirare la copertura radar di Egitto, Libia e della VI flotta USA basata nel Mediterraneo.
Alle ore 07:00 del 1º ottobre, gli aerei decollarono dalla base aerea di Tel Nof, nel nord di Israele, alla volta della Tunisia. Un Boeing 707 rifornì gli aerei in volo sopra il Mar Mediterraneo per consentire che l'operazione venisse eseguita al meglio su una tale distanza. Verso le 11:00 gli aerei israeliani sganciarono le bombe a guida di precisione sulla sede dell'OLP, in prossimità del mare. Degli elicotteri imbarcati erano pronti su una nave da guerra al largo di Malta nel caso fosse stato necessario recuperare piloti di eventuali aerei abbattuti, ma tale eventualità non si verificò. Dopo l'attacco, gli F-15 israeliani vennero di nuovo riforniti in volo mentre rientravano alla base in Israele. Il quartier generale dell'OLP venne distrutto, anche se Yasser Arafat, il capo dell'organizzazione, non era lì al momento e riuscì a salvarsi. L'operazione portò all'uccisione di 68 persone (50 palestinesi e 18 civili tunisini) e si contarono centinaia di feriti.
L'obiettivo dell'operazione si trovava a 2 060 chilometri di distanza e la missione fu quella a più lunga distanza svolta dalle forze di difesa israeliane (IDF) dopo quella ad Entebbe, in Uganda, nel 1976, e prima dell'operazione "Opera" in Iraq del 1981.

## Conseguenze
L'Assemblea generale dell'ONU, con la risoluzione n. 573 del 4 ottobre 1985, condannò energicamente il raid di Israele contro il territorio tunisino, evidenziando una flagrante violazione dello statuto delle Nazioni Unite e del diritto internazionale. Chiese insistentemente agli Stati membri dell'Organizzazione delle Nazioni Unite di prendere misure per dissuadere Israele dal ricorrere a tali atti contro la sovranità e l'integrità territoriale di tutti gli Stati e chiese a Israele di non perpetrare tali atti di aggressione o minacciare di farlo. Inoltre la risoluzione puntualizzò che la Tunisia avesse diritto a un adeguato indennizzo per i danni e le perdite di vite umane per i quali Israele aveva rivendicato la responsabilità.